# Votivní kaple rodiny Konarzewských
Kaple Nejsvětější Panny Marie Královny Polské koruny (polsky: Kaplica Najświętszej Maryi Panny Królowej Korony Polskiej) je historická římskokatolická dřevěná votivní kaple v obci Jistebná, gmina Jistebná, okres Těšín, Slezské vojvodství. Kaple se nachází v soukromém vlastnictví Konarzewských na soukromém pozemku v blízkosti vojvodské silnice č. 941.
Dřevěná kaple je součástí Stezky dřevěné architektury v Slezském vojvodství.

## Historie
Votivní kaple byla postavena v roce 1923 polským malířem a řezbářem Ludwikem Konarzewským (1885–1954). Kaple byla postavena jako díki za ochranu a návrat Ludwika Konarzewkého z ruského zajetí a vyhnanství na Sibiři v první světové válce. Kaple byla součástí komplexu budov: penzionu Bucznik, školy pro talentovanou mládež a regionální muzeum. Tyto budovy rozebrali Němci v období druhé světové války.

## Architektura
Kaple jednolodní dřevěná roubená stavba zakončena trojbokým kněžištěm. Vstup je v průčelí kryté otevřenou podsíní nesenou čtyřmi sloupy a trojúhelníkovým štítem. Střecha je sedlová krytá šindelem s malou věžičkou s jehlanovou střechou.
Kaple je příkladem lidového stavitelství ve Slezských Beskydech a stylem v oblasti Zakopaného.

## Interiér
Interiér je opět prací Ludwika Konarzewského. V kněžišti se nachází oltář v podobě triptychu. Ve střední části je řezba Matky Boží s dítětem nad piastovskou věží v Těšíně. Boční části zobrazují horníka s uhlím a horalku se srpem.

## Okolí
V Jistebné se nacházejí další sakrální stavby. V osadě Kubalonka je kostel svatého Kříže z roku 1779, v osadě Stecówka je kostel Panny Marie z Fátimy z let 1857–1859 a v osadě Mlaskawka kostel svatého Jozefa z roku 1947.